# بردی کربابایف
بردی مرادویچ کربابایف (به ترکمنی: Berdy Myradowiç Kerbabaýew) نویسنده و شاعر ترکمن اهل شوروی سابق بود. وی از ۱۹۵۱ عضو انجمن فرهنگستان علوم شوروی و از سال ۱۹۴۸ عضو حزب کمونیست بوده و اکنون از او به عنوان نویسنده و شاعر ملی ترکمنستان یاد می‌شود.

## زندگی
بردی کربابایف در ۱۵ مارس ۱۸۹۴ در منطقه تجن از خانواده‌ای کشاورز چشم به جهان گشود. وی تحصیلات مقدماتی خویش را در مکتب خانه‌های دیار خود به پایان برده و در سال ۱۹۱۷ برای ادامه تحصیلات عالی به شهر بخارا رهسپار گردید. وی در بخارا در کنار تحصیل به عنوان نیروی انتظامی شهری به کار مشغول شده و بعدها به عنوان افسر نظامی در جنگ‌های داخلی حضور یافت. پس از فروکش کردن جنگ داخلی تا سال ۱۹۲۴ به عنوان معلم در مناطق روستایی به تعلیم و تربیت پرداخت؛ و در سال ۱۹۲۷ به مدت یک سال در مؤسسه شرق‌شناسی لنینگراد مشغول به تحصیل شد. در بین سال‌های ۱۹۲۴ تا ۱۹۳۴ به عنوان سردبیر برای روزنامه ترکمنستان و مجله تخماق به کار روزنامه‌نگاری و نویسندگی پرداخت؛ و سپس برای دو سال به عنوان وزیر علوم دولت محلی ترکمنستان منصوب و پس از دو سال به معاونت شورای عالی حزب کمونیست ترکمنستان شوروی انتخاب گردید. وی در بین سال‌های ۱۹۴۲ تا ۱۹۵۰ رئیس انجمن اتحادیه نویسندگان ترکمنستان بوده‌است.

### زندگی شخصی
از بردی کربابایف دو فرزند به نام‌های بایرام و باقی به یادگار مانده‌است. بایرام کربابایف (متولد ۱۹ آوریل ۱۹۴۴) رئیس دپارتمان بافت‌شناسی دانشگاه دولتی علوم پزشکی ترکمستان و باقی کربابایف (متولد ۱۹۲۱ وفات ۲۰۰۹) مدیر سابق آکادمی گیاه‌شناسی ترکمنستان که تنها دختر و نوه بردی کربابایف بنام آیلار کربابایف پروفسور علوم زبان و ادبیات است و در حال حاضر در مسکو زندگی می‌کند.

## آثار ادبی
بردی کربابایف نوشتن را در سال ۱۹۲۳ آغاز نمود و از وی بیش از ۳۰ نمایش نامه، سناریو، آثار ادبی و اشعار در ژانرهای مختلف به چاپ رسیده است. در همان زمان نیز آثاری از نویسندگان بزرگ همچون پوشکین، لرمونتوو، گوگول و تولستوی به زبان ترکمنی ترجمه کرده‌است. در سری اشعار دنیای دختران (۱۹۲۷) و بردگی (۱۹۲۸) و بسوی زندگی جدید (۱۹۳۰) زندگی مشقت بار و سخت زنان ترکمن را در گذشته و حال را به تصویر کشیده است. اشعار وی متکی به اصول و هنجارهای اخلاقی و اجتماعی بود. وی در سری اشعار آمودریا (۱۹۳۰) به از خودگذشتگی و ایثار برای ساختن جامعه و اجتماع اشاره و باور داشته و در رمان تاریخی گام‌های قاطع به نقش جامعه کشاورزان در به ثمر نشستن انقلاب سوسیالیستی روسیه و رابطه دوستانه کشاورزان ترکمنستان با روس‌ها را به تصویر می‌کشد.
- نمایش‌نامه قربان دوردی قهرمان اتحادیه جماهیر شوروی، ۱۹۴۲
- سری اشعار  آیلار ، ۱۹۴۳
- نمایشنامه برادران، ۱۹۴۳
- کنکاشت و بررسی اشعار شاعر بزرگ ترکمن مختوم قلی فراغی ، ۱۹۴۳
- اشعار برای اولین اپرای مدرن ترکمن به نام آبادانی
- داستان کوتاه چه کسی برنده شد
- داستان گردوغبار
- داستان از سرزمین طلای سفید، ۱۹۴۹
- رمان کوه نفت، ۱۹۵۷ در مورد کارگران صنعت نفت
- رمان تولد معجزه آسا، ۱۹۶۵ که روایت زندگی یک روزنامه‌نگار انقلابی بنام ک. آتابایف